# Айла Ердуран
Айла Ердуран (тур. Ayla Erduran; 22 вересня 1934, Стамбул — 7 січня 2025) — турецька скрипалька.
Виступала з провідними світовими оркестрами, такими як Лондонський філармонічний, Німецький симфонічний оркестр Берліна, Президентський симфонічний та Чеський філармонічний. Працювала з багатьма диригентами, у тому числі з Ернестом Ансерме, Паулом Клецькі, Жаном Фурне, Мішелем Плассоном та іншими. Гастролювала з сольними концертами в Південній Кореї, США, Канаді, на Близькому Сході, Індії, Африці, Росії, Азербайджані та Туреччині. Виступи Ердуран транслювалися по радіо в Англії, Німеччині, Бразилії, Болгарії, Росії, Польщі, Нідерландах та США.

## Біографія

### Освіта
Айла Ердуран вчилася грі на скрипці в Карла Бергера, давши перший концерт у віці 10 років. З 1946 по 1951 рік вона удосконалювала свою майстерність у Паризькій міжнародній консерваторії під керівництвом Бенедетті і Бенвенуті. Після цього вирушила до США, де пробула до 1955 року, її педагогами там були Іван Галамян і Зіно Франческатті. З 1957 по 1958 рік Ердуран вчилася в класі Давида Ойстраха в Московській консерваторії.

### Кар'єра
Айла Ердуран працювала професоркою на кафедрі скрипки в Швейцарії в 1973—1990 роках, а також у магістратурі Лозаннської консерваторії. Концертну діяльність Ердуран почала в Європі з виконання скрипкового концерту Глазунова в супроводі Варшавського філармонічного оркестру в Польщі. Як учениця Давида Ойстраха Ердуран була однією з шести переможців конкурсу імені Вінявського в 1957 році, де змагалися 120 скрипалів. У 1958 році виступ Ердуран на прем'єрі Концерту для скрипки з оркестром Ульві Джемаля Еркіна в Брюсселі захопив багатьох, включаючи королеву Бельгії Єлизавету. Крім концертів у Європі та в США, Ердуран здійснила свій перший великий гастрольний тур по Канаді в 1961—1962 роках, взявши участь у 160 концертах. Потім було турне по Близькому Сходу з турецьким Президентським симфонічним оркестром, з яким вона також виступала в різних частинах Анатолії. Після свого першого сольного концерту в Лондоні під акомпанемент Мітхат Фенмена Ердуран була удостоєна премії Гаррієт Коен-Ольги Верней в 1964 році.
У 1965 році її виконання «Концерту для скрипки» Брамса в Альберт-Холі в Лондоні транслювалося в прямому ефірі на Бі-бі-сі. Після африканського туру з турецькою піаністкою Верде Ерман в 1968 році Ердуран була вручена премія Бетховена в Нідерландах в 1970 році.
Айла Ердуран виступала в дуетах з відомими музикантами, такими як Ієгуді Менухін, Ігор Ойстрах та іншими.

### Дискографія
- (2003) Ayla Erduran Plays Brahms & Bruch[5]
- (2004) Ayla Erduran Plays Brahms[6]
- (2008) Ayla Erduran Archive Series 5: Live Recordings, 1958—2004[7]

## Нагороди і премії
- Айла Ердуран отримала звання турецького Державного артиста в 1971 році[8].
- П'яте місце на конкурсі імені Генріка Венявського в 1957 році[3].
- Премія Гаррієт Коен-Ольги Верней у 1964 році.
- Приз Бетховена в Нідерландах у 1970 році.